# Langtang Ri
Langtang Ri je hora vysoká 7 205 m n. m. v pohoří Himálaj nacházející se na hranici Tibetské autonomní oblasti v Čínské lidové republice s Nepálem. 10,2 km na východ odtud se nachází osmitisícový vrchol Šiša Pangma.

## Prvovýstup
Prvovýstup provedla japonská expedice (Noboru Jamada, Makihiro Wakao, Soiči Nasu a Ang Rinji Šerpa) dne 10. října 1981.